# VGB PowerTech
VGB PowerTech e. V. ist ein internationaler Interessenverband von Unternehmen aus der Elektrizitäts- und Wärmeversorgungsbranche. Vereinssitz ist Essen/Deutschland. Seit April 2022 firmiert der Verband unter dem neuen Namen „vgbe energy e. V.“.
Das Kürzel „VGB“ hat heute nur noch historische Bedeutung; der vgbe energy e. V. ist der technische Verband der Energieanlagenbetreiber und das internationale Kompetenzzentrum für die Erzeugung und Speicherung von Elektrizität, Wärme, Wasserstoff und darauf aufbauenden Energieträgern sowie Sektorkopplung. Der vgbe energy koordiniert und unterstützt seine Mitglieder in Fragen von Standardisierung, Forschung und Entwicklung, beim Austausch und Erhalt von technischem Know-how, beim Zugang zu Fachwissen sowie Ausbildung und Schulung. 
Der „VGB“ wurde als „Vereinigung der Großkesselbesitzer e. V.“ 1920 in Leuna von Vertretern von zehn Unternehmen der Elektrizitätswirtschaft und der chemischen Industrie gegründet. Anlass war eine folgenschwere Kesselexplosion im Kraftwerk Reisholz in Düsseldorf. Gemeinsames Ziel war es, in allen Anlagen Qualitätsmängel zu erkennen und zu beseitigen, um letztlich Sicherheit, Arbeitssicherheit und Verfügbarkeit zu steigern.
Der Verein hat (Stand: 31. Dezember 2022) insgesamt 436 Mitglieder, davon 407 aus Staaten der Europäischen Union, 14 Mitglieder in vier Nicht-EU-Ländern innerhalb Europas und 15 Mitglieder in zehn Staaten außerhalb Europas. Die Gesamtleistung der Kraftwerke aller Verbandsmitglieder beträgt rund 300 Gigawatt, davon 100 GW Erneuerbare und 200 GW thermische Kraftwerke (alle Angaben Stand Januar 2023).

## Tätigkeiten
vgbe energy/VGB PowerTech ist heute international für die Erzeugung und Speicherung von Strom und Wärme aktiv. VGB PowerTech beschäftigt sich mit allen Erzeugungsarten (Erneuerbare – Wind, Wasser, Biomasse, Geothermie, konzentrierende Solarthermie –, klassische, thermische Kraftwerke etc.).
Neben dieser Hauptaufgabe koordiniert der VGB PowerTech e. V. gemeinsame Aktivitäten seiner Mitglieder zu:
- Planung, Bau und Betrieb von Stromerzeugungsanlagen aller Art,
- Definition des Standes von Wissenschaft und Technik bei klassischen, konventionellen Kraftwerken sowie bei erneuerbaren Energien (hier: Wasser, Wind, Biomasse, Geothermie, konzentrierende Solarthermie),
- Bereitstellung einer neutralen technischen Diskussionsplattform für Planer, Hersteller und Eigentümern von Stromerzeugungsanlagen aller Art,
- Koordinierung von Forschungs- und Entwicklungsvorhaben in der Stromerzeugungsbranche

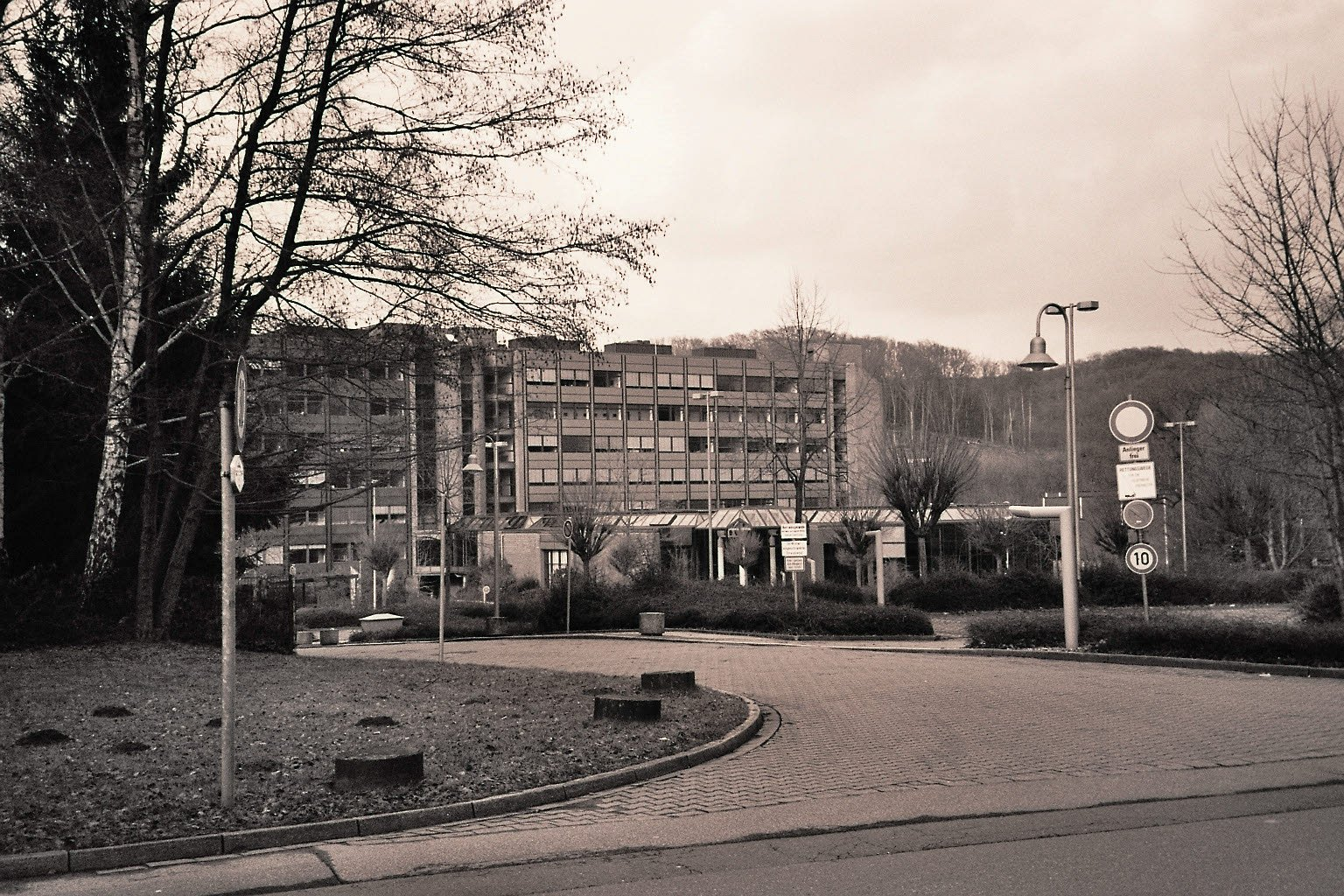
Das Simulatorzentrum der KSG/GfS, heute gemeinsam mit der KRAFTWERKSSCHULE e. V. der „Energie-Campus Deilbachtal“

Für seine Mitglieder stellt der Verein diverse Dienstleistungen bereit wie technologische Beratung in Fragen der Kraftwerkstechnik, ein Labor zur Schadensanalyse sowie die Bau- und Montageüberwachung auf Kraftwerksbaustellen. Die Ausbildung des Personals in Kraftwerken wird von der eigenständigen KWS Energy Knowledge eG in Essen-Kupferdreh durchgeführt. Am dortigen Standort sowie am Standort der VGB sind insgesamt neun Leitwarten zur Simulation aufgebaut, die den Betrieb von fossil befeuerten Kraftwerken nachbilden. Großrechner simulieren wirklichkeitsgetreu die Prozessabläufe der nachgebildeten Kraftwerke. Die Mosaiksysteme in den Warten sind meist 1:1-Nachbauten der originalen Warten der Kraftwerke.
Den Vertrieb von Fachliteratur und sonstigen Publikationen lässt der Verein durch eine eigene GmbH, die VGB PowerTech Service GmbH, vornehmen.

## vgbe/VGB-Standards (neu) / VGB-Richtlinien (bisher)
Die VGB-Arbeitskreise arbeiten permanent an der Weiterentwicklung und Herausgabe von Richtlinien und Merkblättern, die im deutschen und auch zunehmend europäischen Raum bei Kraftwerksbetreibern als Standard gesehen werden. Überführung der VGB-Richtlinien und -Merkblätter in VGB-Standards: Im Zuge der Europäisierung von VGB PowerTech e. V. werden seit dem 1. August 2011 alle VGB-Richtlinien und VGB-Merkblätter grundsätzlich in deutscher und englischer Sprache veröffentlicht und unter der neuen Bezeichnung VGB-Standards (VGB-S) geführt. Als Beispiel sind die Richtlinien zu nennen:
- VGB-B 101: RDS-PP, Referenzkennzeichensystem für Kraftwerke, Kennbuchstaben für Kraftwerkssysteme (Systemschlüssel)
- VGB-B 103: Kennbuchstaben für Dokumentenartklassen in Kraftwerken (Hinweis: Der VGB-Standard VGB-S-832-00-2016-04-DE-EN ersetzt die Publikation VGB-B 103)
- VGB-B 106: KKS Anwendungs-Erläuterungen
- VGB-B 108: Regeln zur Bildung von Benennungen und deren Anwendung in der Kraftwerkstechnik
- VGB-B 116: RDS-PP, Referenzkennzeichensystem für Kraftwerke, Anwendungserläuterungen (Teil A und B fachspezifisch, Teil D kraftwerkstypspezifisch)
  - VGB-B 116 A: Allgemein
  - VGB-B 116 B1: Maschinentechnik
  - VGB-B 116 B2: Bautechnik
  - VGB-B 116 B3: Elektro- und Leittechnik
  - VGB-B 116 B4: Leittechnik in der Verfahrenstechnik
  - VGB-B 116 D1: Wasserkraftanlagen
  - VGB-B 116 D2: Windkraftanlagen
- VGB-O 104: Leitfaden zur Umsetzung der Betriebssicherheitsverordnung in Kraftwerken
- VGB-R 145: Anleitung zur Beschaffung von Dampfturbinenanlagen; Teil A, B und C
- VGB-R 170: Leittechnik in Kraftwerken
  - VGB-R 170 A0: Hinweise auf weitere Richtlinien und Normen
  - VGB-R 170 A1: Maßnahmen zur Vermeidung und Beherrschung von Leittechnikausfällen
  - VGB-R 170 B0: Vorwort und Einleitung
  - VGB-R 170 B1: Automatisierungseinrichtungen
  - VGB-R 170 B2: Automatisierungsfunktion
  - VGB-R 170 B3: Bedien- und Beobachtungssysteme
  - VGB-R 170 B4: Schnittstellen und Koppelungen
  - VGB-R 170 B5: Feldgerätevisualisierung
  - VGB-R 170 B6: Projektierung und Dokumentation
  - VGB-R 170 C: Richtlinie für die betriebsgerechte, funktionsbezogene Dokumentation der Kraftwerksleittechnik
- VGB-R 171: Lieferung der technischen Dokumentation für Kraftwerke (Hinweis: Der VGB-Standard VGB-S-831-00-2015-05-DE ersetzt die Publikation VGB-R 171)
- VGB-R 501: Herstellung sowie Bau- und Montageüberwachung von Dampfkesselanlagen
- VGB-S-002-01-2015-10-DE: Elektrizitätswirtschaftliche Grundbegriffe, kostenlos[2], ISBN 978-3-86875-887-0
- VGB-S-002-T-01;2012-04.EN: Basic Terms of the Electric Utility Industry, free of charge[3], ISBN 978-3-86875-665-4
- VGB-S-002-T-01;2012-04.FR: Termes fondamentaux du secteur de l'électricité, free of charge[4], ISBN 978-3-86875-772-9
- VGB-S-165-00-2014-07-DE: Empfehlungen zur Verbesserung der H2 Sicherheit wasserstoffgekühlter Generatoren
- VGB-S-891-00-2012-06-DE-EN: VGB-Abkürzungskatalog für die Kraftwerkstechnik
- VGB-S-832-00-2016-04-DE-EN: Dokumentenkennzeichen für Anlagen der Energieversorgung – Document Designation for Energy Supply Units
- VGB-S-811-01-2018-01-DE, 8. Ausgabe (vormals VGB-B 105): KKS Kraftwerk-Kennzeichensystem Richtlinie zur Anwendung und Schlüsselteil
- VGB-S-831-00-2015-05-DE Lieferung der Technischen Dokumentation (Technische Anlagendaten, Dokumente) für Anlagen der Energieversorgung

## VGB Awards und ihre Preisträger
Der vgbe/VGB zeichnet herausragende Leistungen im Bereich der Stromerzeugung mit drei Awards aus, dem „vgbe Innovation Award“ (erstmals verliehen 1980 als „Heinrich-Mandel Preis“), dem „vgbe Quality Award“ und dem „vgbe Safety & Health Award“.